# Canal Oriental del Yamuna
Canal Oriental del Yamuna (Eastern Jumna Canal) és una gran obra d'irrigació a l'alt Doab a Uttar Pradesh (sota els britànics les Províncies Unides d'Agra i Oudh) que agafa les aigües del costat oriental del Yamuna. El canal principal té 208 km però els distributaris són 1174 km i a més 720 de canalons.
Les diverses fams patides a la regió després de l'ocupació britànica va posar en relleu la necessitat de regs intensius i les exploracions es van iniciar el 1809; els treballs van començar el 1823; el canal fou obert el gener del 1830 i seguia en bona part un antic canal del segle xvii. Després es van fer obres de millora i ampliació. Inicialment es va usar per a la navegació però això es va acabar el 1837-1838.